# Dialeurodes cyathispinifera
Dialeurodes cyathispinifera là một loài côn trùng cánh nửa trong họ Aleyrodidae, phân họ Aleyrodinae.
Dialeurodes cyathispinifera được Corbett miêu tả khoa học đầu tiên năm 1933.